# 大甲文昌祠

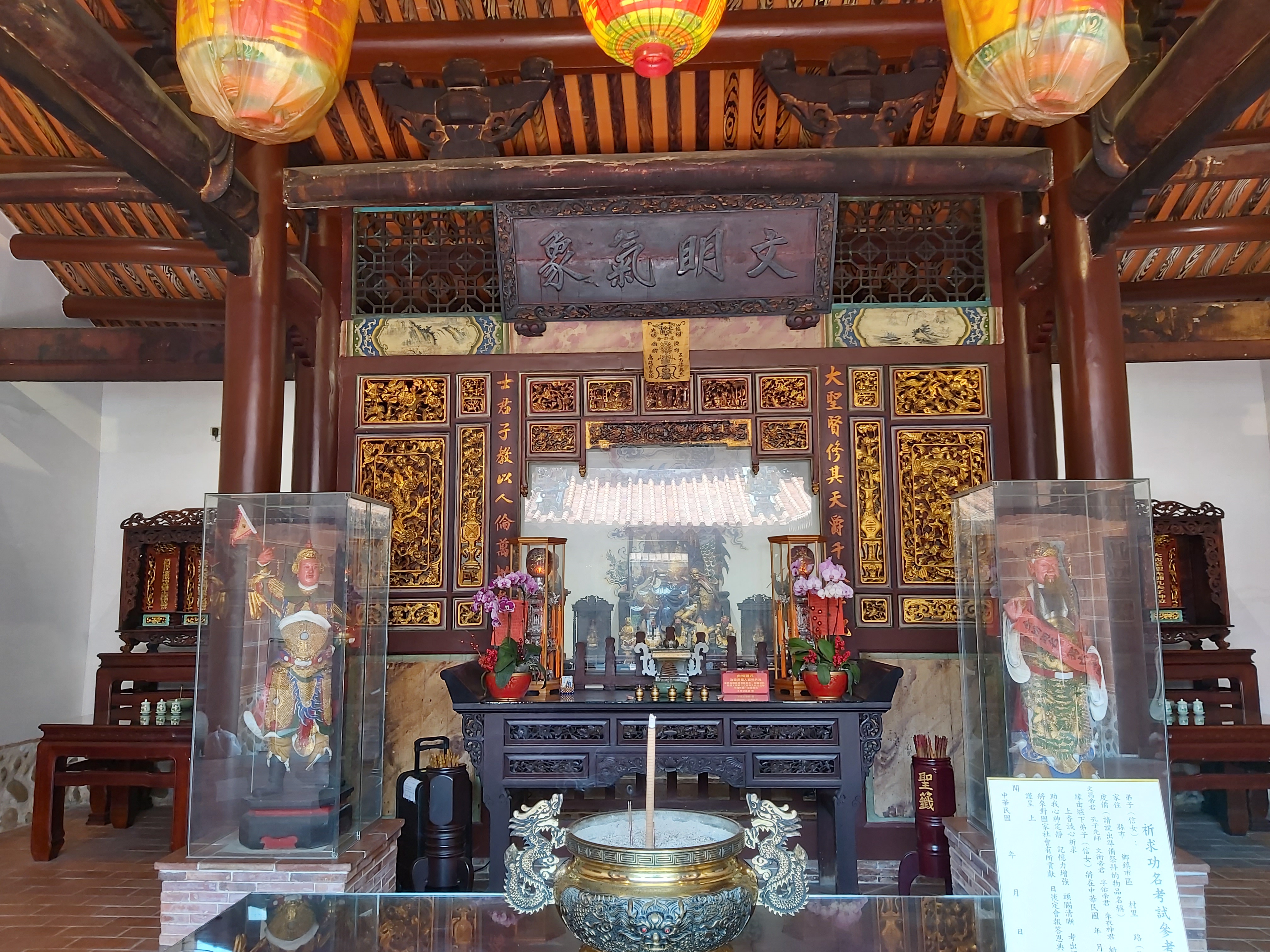
大甲文昌祠正殿

大甲文昌祠（又稱大甲文昌宮）位於臺中市大甲區，於民國74年（1985年）11月27日公告為三級古蹟，現為直轄市定古蹟。原為義塾，建於大甲城西門的舊大甲街西側，主祀文昌帝君、朱熹、韓愈、魁星。戰後增祀孔子，亦稱「大甲孔子廟」。

## 沿革
清治時期同治年間，大甲人何清霖（同治六年丁卯科舉人），經向官府請設義塾獲准，惟因經費龐大及廟地無著，一時無法齊備而作罷。光緒十一年（1885年）新竹知縣方祖蔭與恩貢生陳肇芳再度倡建文昌祠，經例貢生謝棠華捐花園地為廟址興建，光緒十三年3月興工，至十四年六月全部完成。
日治初期文昌祠曾有日軍駐紮。1898年2月東西廂房設立「苗栗講習所大甲分教場」（今大甲國小）。明治四十年，（1909年）大甲公學校遷出文昌祠。旋即被改為日本人小學校分教場時，遭大甲民眾反對且發生衝突，最後日本小學分教場關閉。大正十三年（1924年）王進財任漢塾教師，於文昌祠內教授漢學，並教習武藝，隨後也成為台灣文化協會講演場所。昭和十年（1935年）12月5日，以「大甲舍營所」的名義與其他的「北白川宮能久親王御遺跡」一起被臺灣總督府指定為史蹟:220:28。
1949年中華民國政府播遷來台，先後被裝甲兵團、保警大隊、退除役官兵等借住，廟宇遭到嚴重破壞，木樑蝕朽，護龍被違章搭蓋。1984年大甲鎮公所遷移住戶。1985年11月27日，經中華民國內政部評定為三級古蹟。1992年4月進行第一期修復（正殿與三川殿主體），於1995年9月完工。1999年7月進行第二期修護，於2003年8月18日完工，並開放參觀。
2020年1月初，文昌祠再次完成階段性修復。

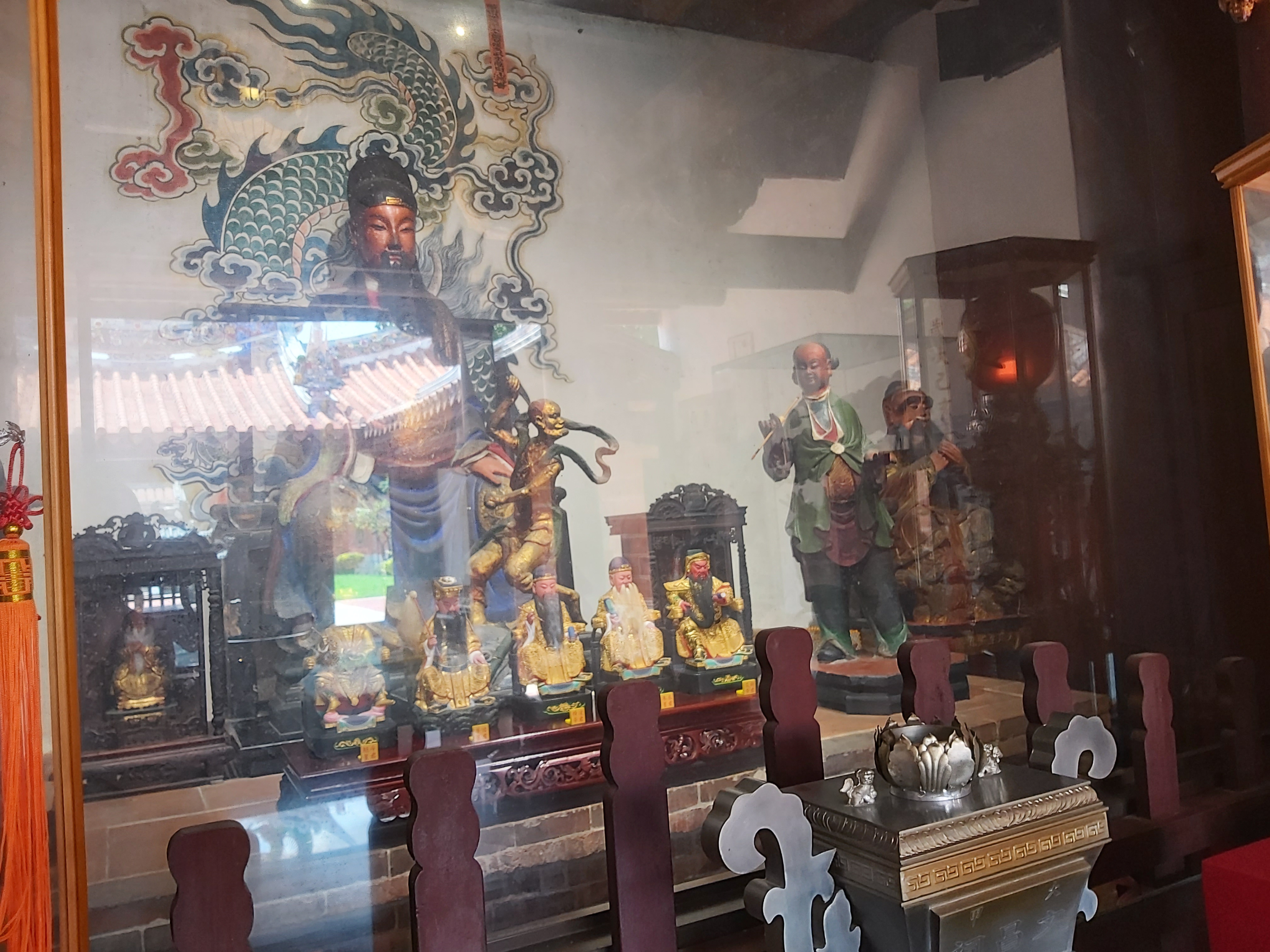
正殿神像
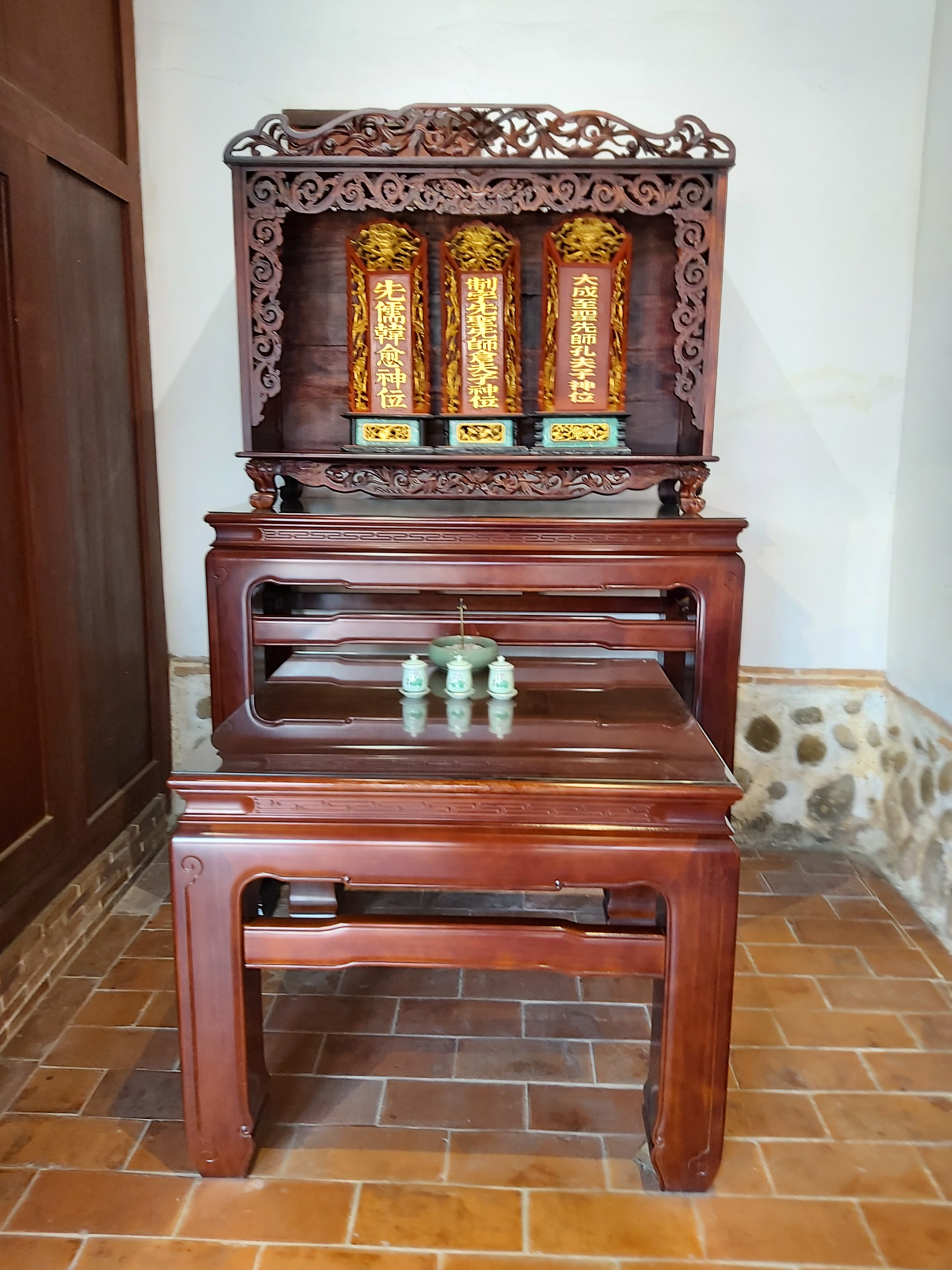
倉頡、孔子與韓愈的神位
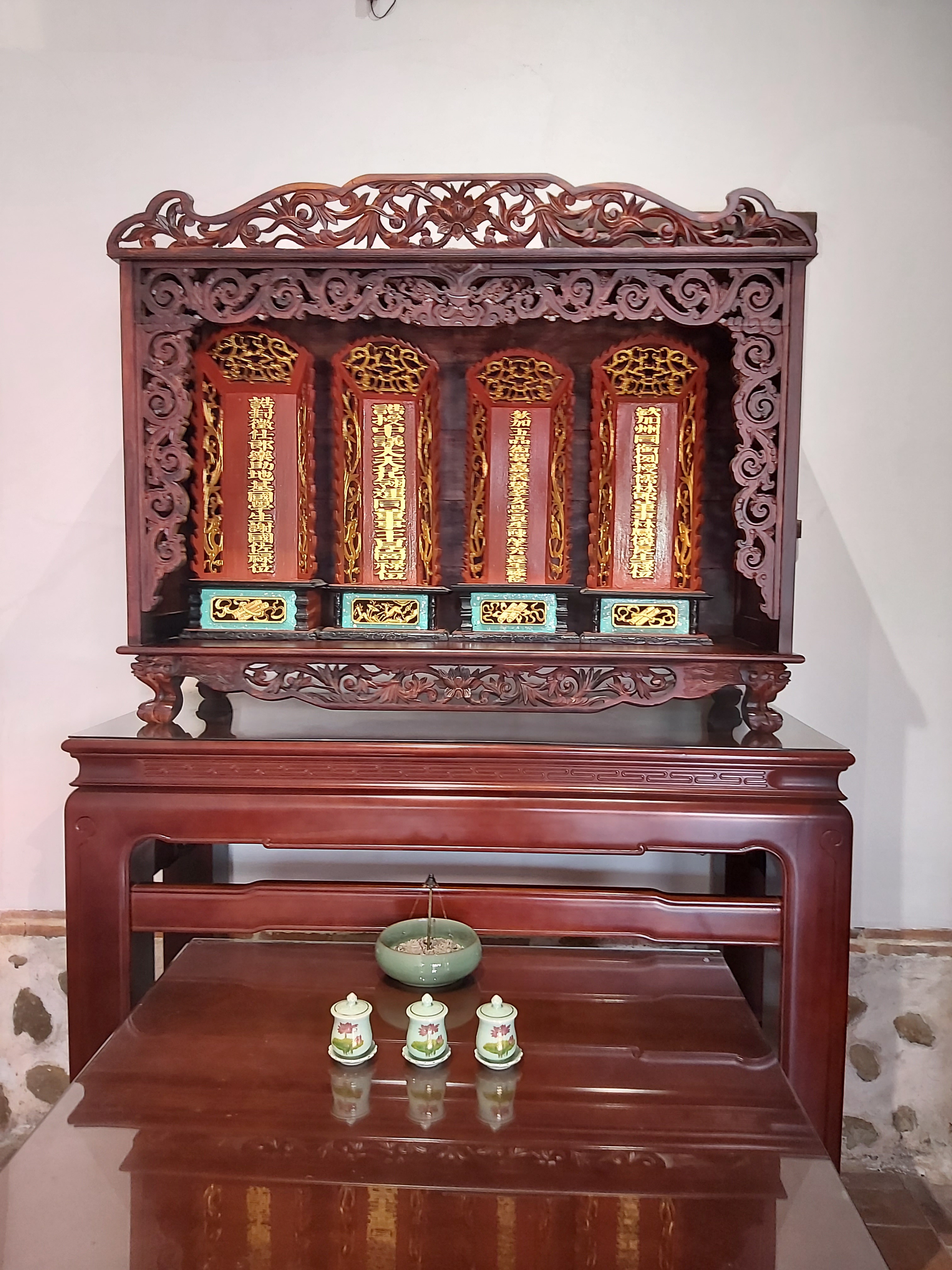
建廟鄉賢陳肇芳、王崑崗、林鳳儀、謝國佐的長生祿位
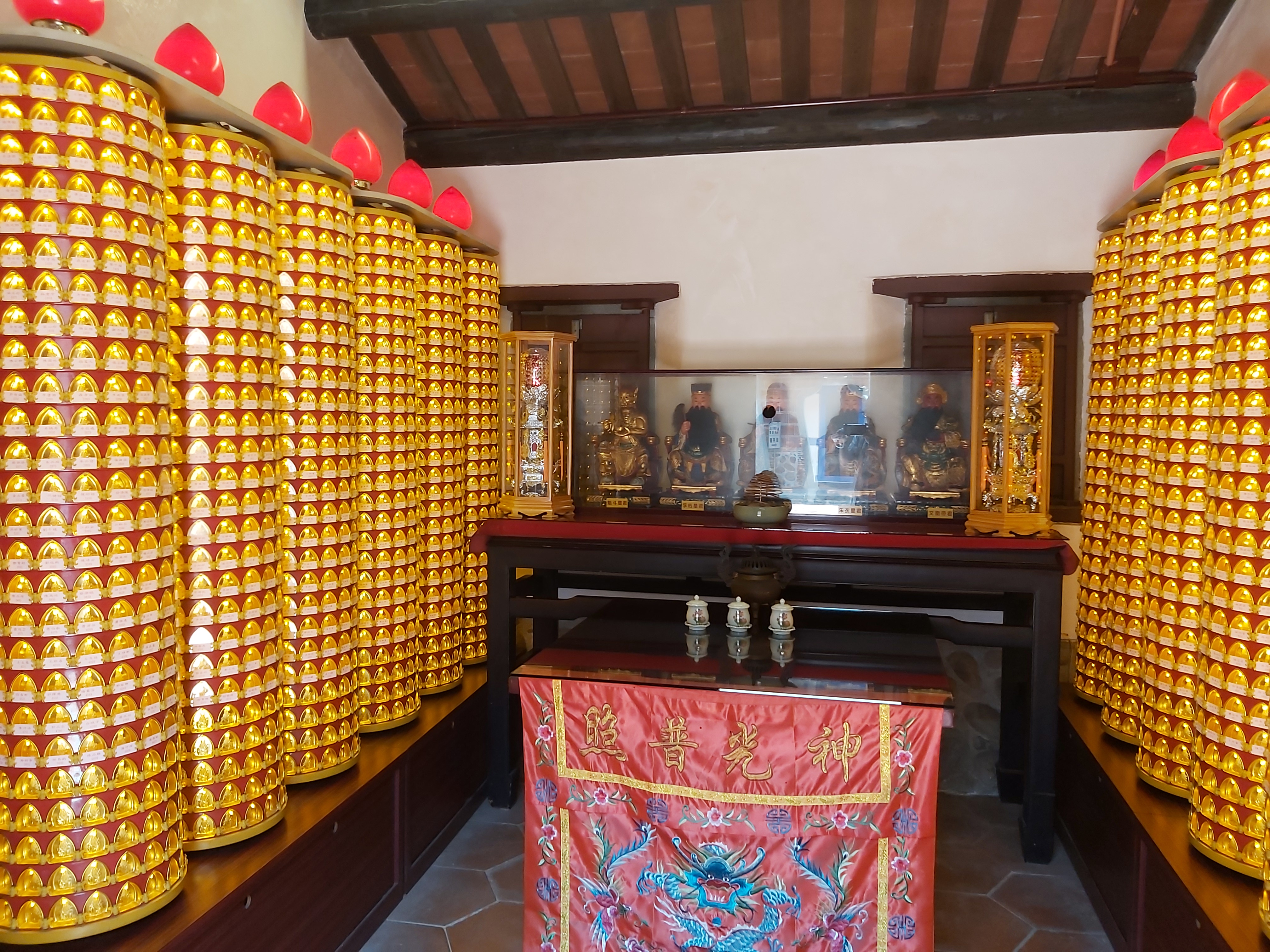
光明殿五文昌像
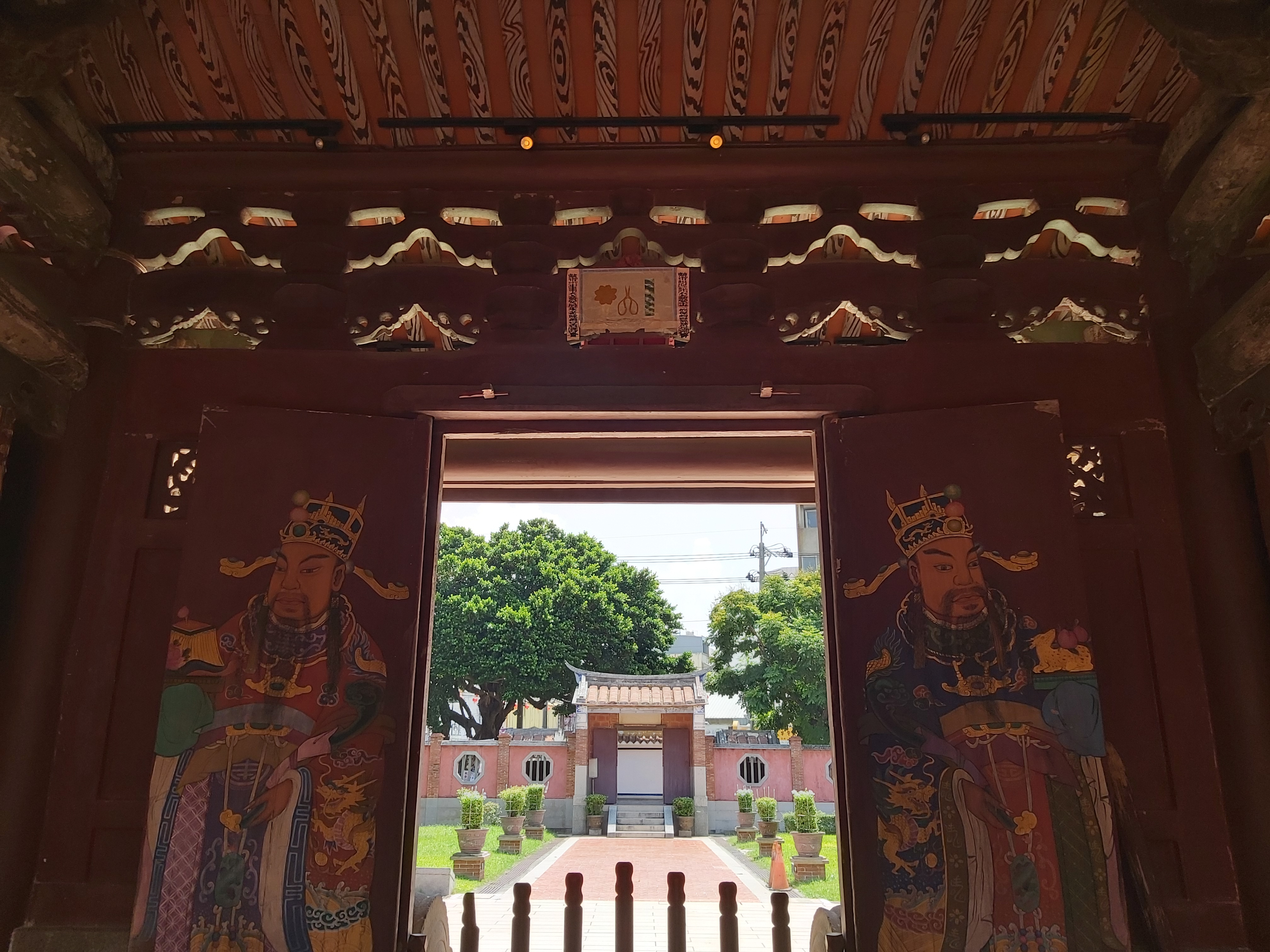
門神

## 建築

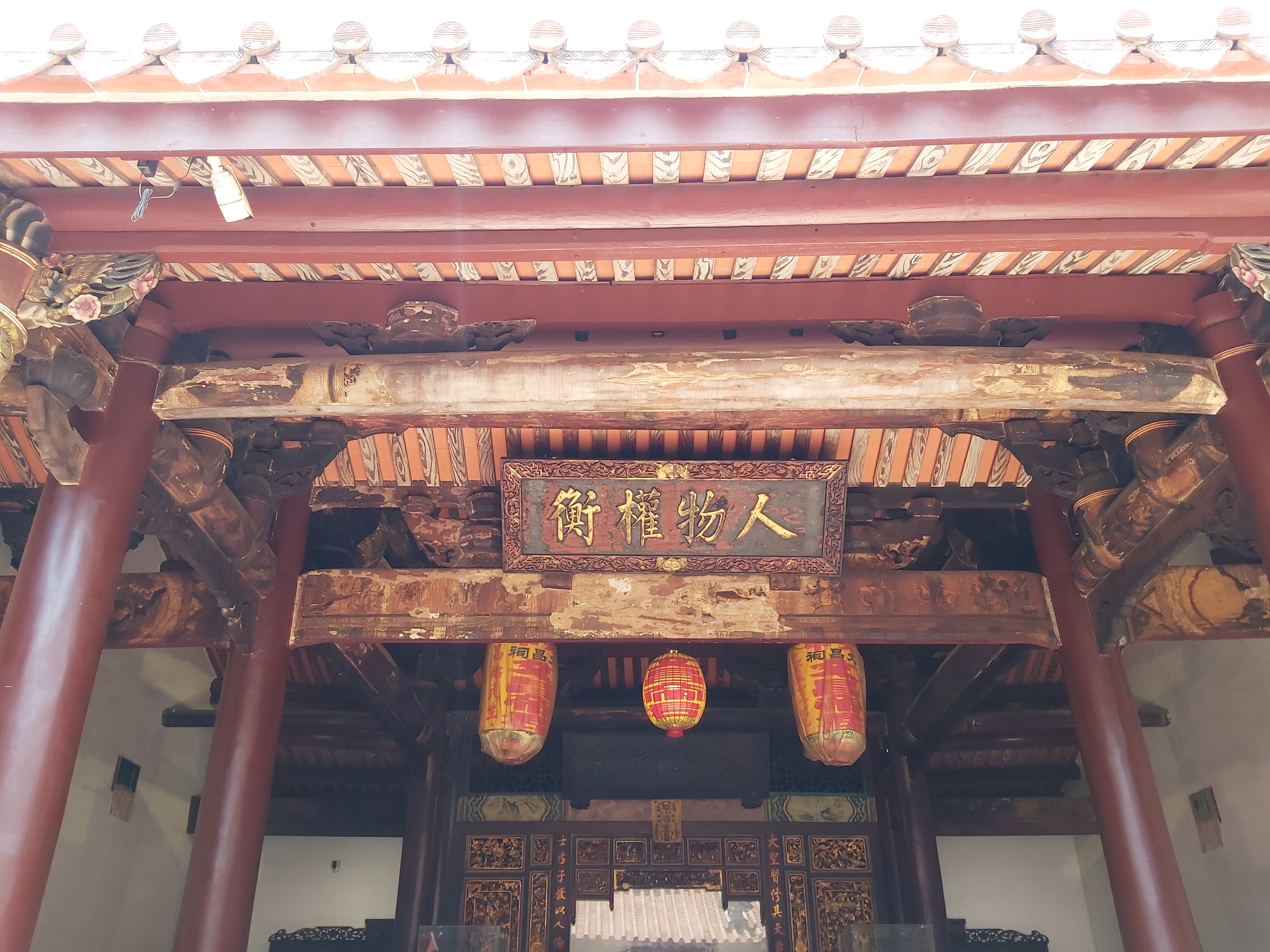
正殿「人物權衡」匾

文昌祠為三開間兩進兩廊帶左右護龍的四合院祠宇（閩南式建築），包括前埕、過水、中庭、正殿、左有天井左右廂房、耳房等。
三開間的第一進山門，為檐廊形式，三段燕尾翹脊，筒瓦屋面。外檐裝修以木質為主體，間以石雕牆堵構成，左右門彩繪門神。兩側護龍各設偏門，可獨立出入，山牆以斗仔砌紅磚飾面。護龍與中央祠宇間，有廊道及天井聯繫。第二進文昌祠為主祭文昌之神的正殿。神龕上尚懸有「人物權衡」、「文昌氣象」兩塊木匾，然因落款已失，年代無從查考。

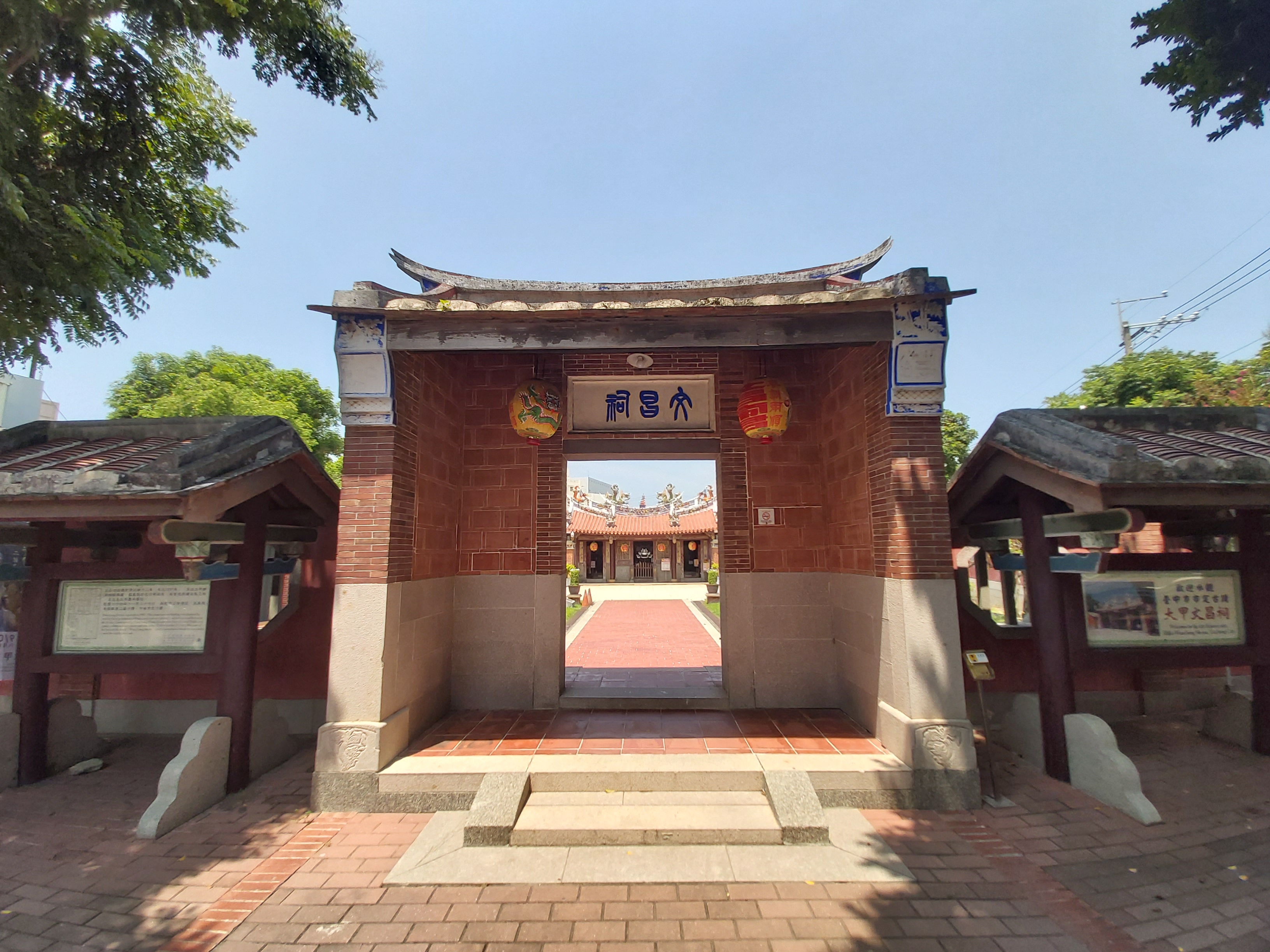
山門
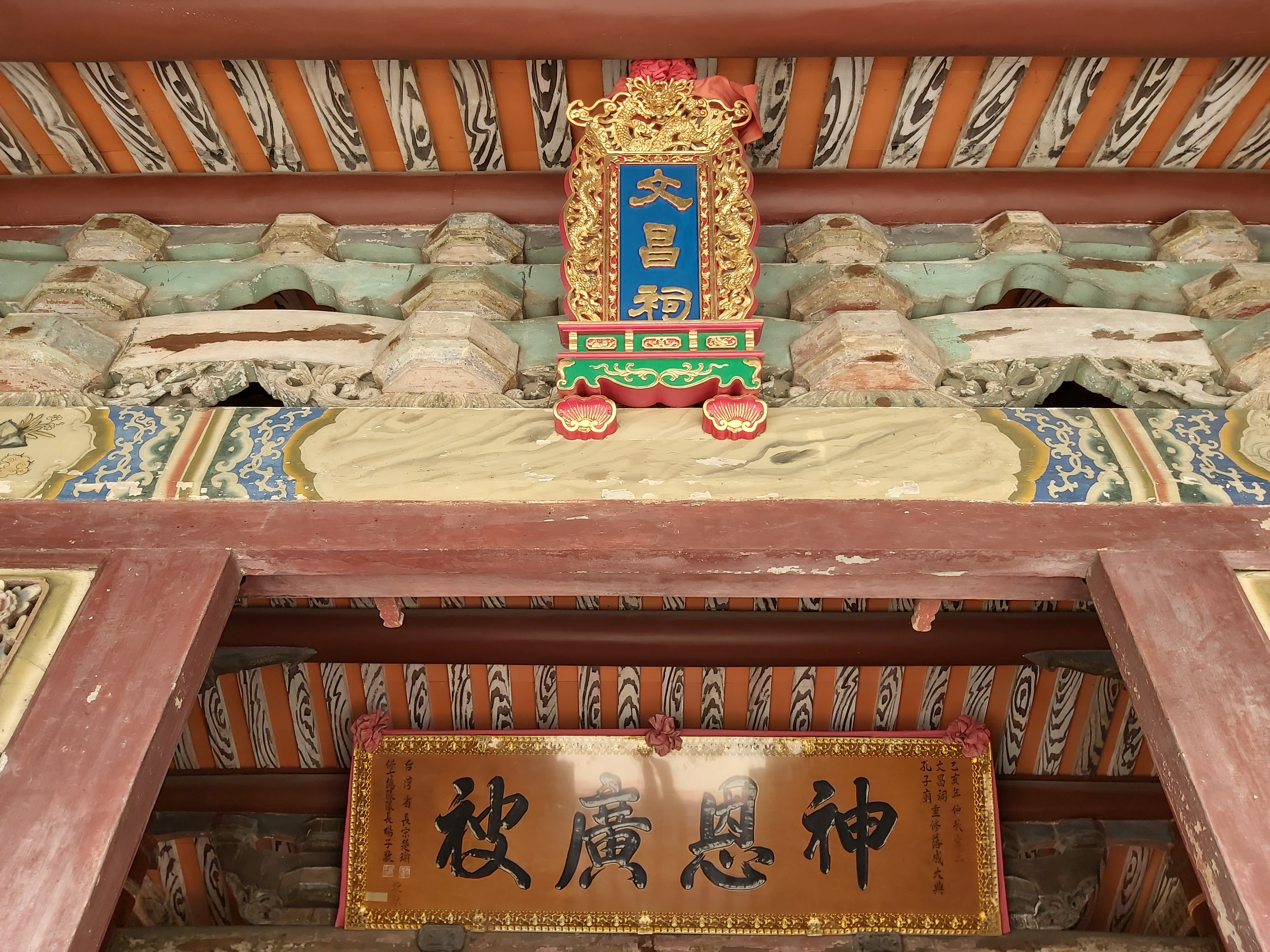
牌匾
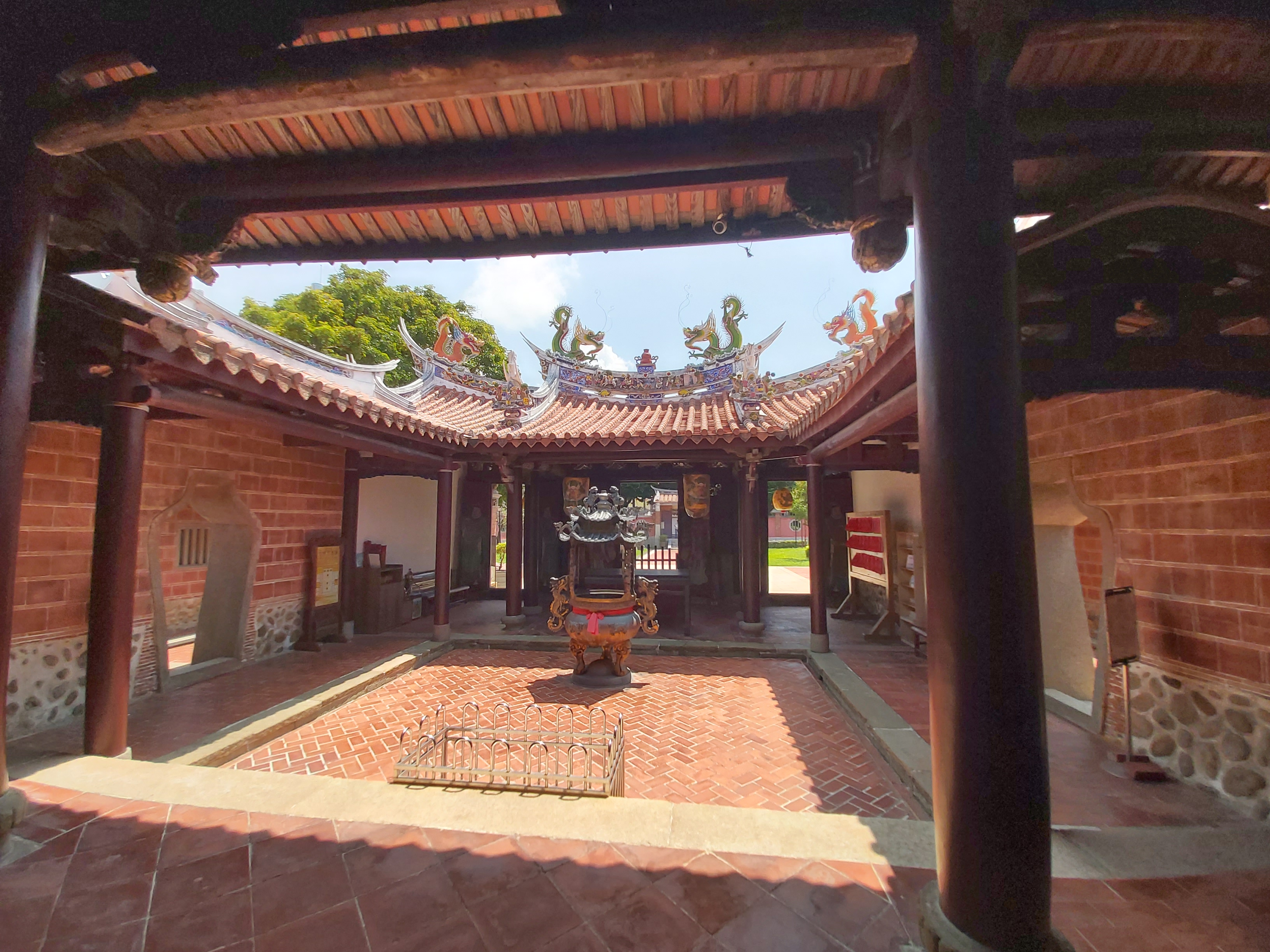
中庭
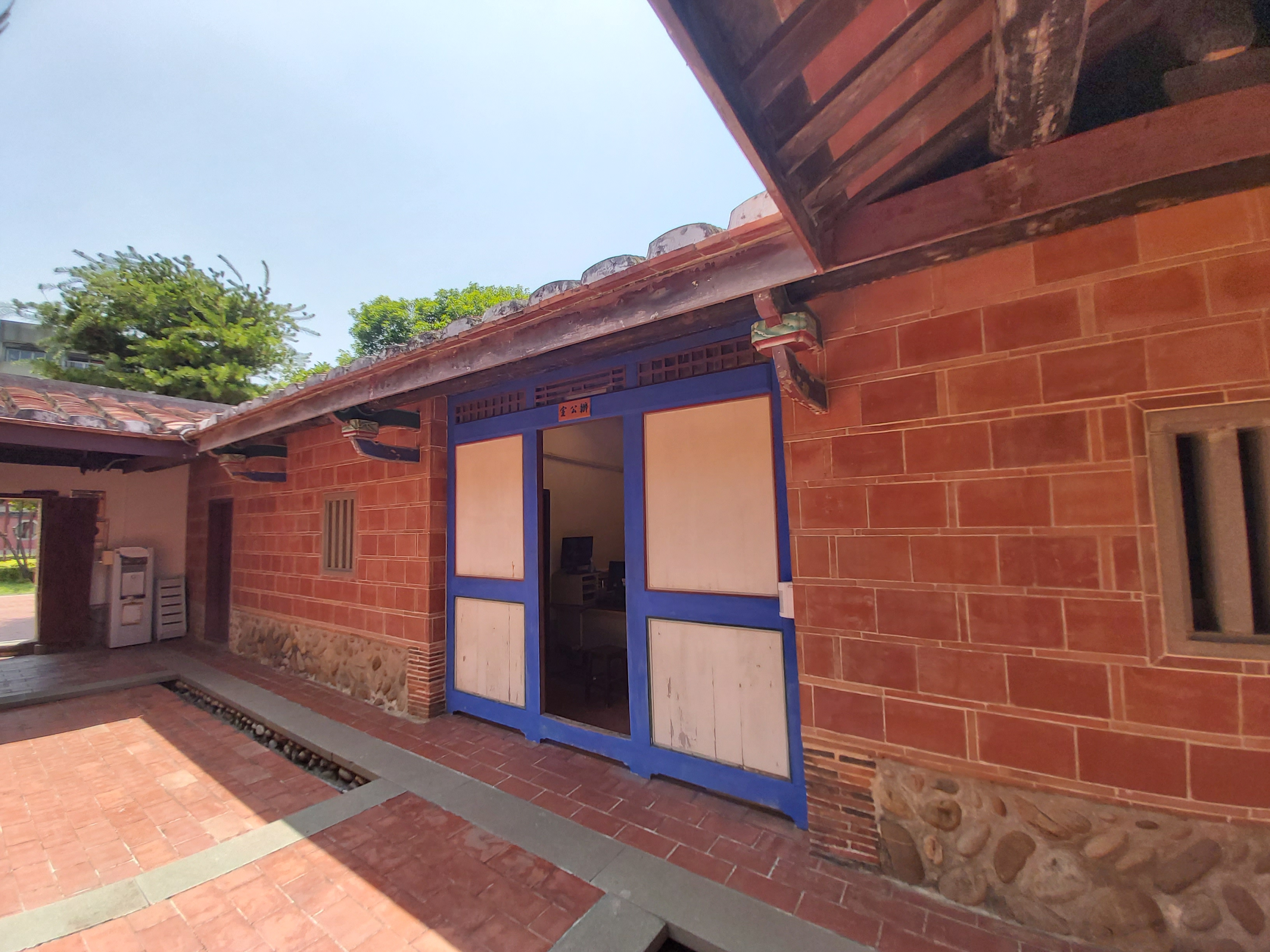
辦公室

## 交通
臺中市公車（站名：文昌祠）
- 豐原客運：92、170、171、172、211、212、213、215
- 東南客運：97
- 台中客運：154、157

## 外部連結
- 臺中市文化資產處—大甲文昌祠（页面存档备份，存于）